# Harry Glaß
Harry Glaß (n. 11 octombrie 1930, Klingenthal, Saxonia, Germania – d. 13 decembrie 1997, Rodewisch, Saxonia, Germania) a fost un săritor cu schiurile ce a reprezentat Germania, medaliat olimpic. A participat la o ediție a Jocurilor Olimpice (1956) în care a câștigat o medalie de bronz.

## Participări
Lista de mai jos prezintă principalele competiții la care a participat Harry Glaß de-a lungul carierei.
- Salto con gli sci ai VII Giochi olimpici invernali[*]